# Ford, Herefordshire
Ford är en by i civil parish Ford and Stoke Prior, i grevskapet Herefordshire, i England. Byn är belägen 4 km från Leominster. Ford var en civil parish fram till 1987 när blev den en del av Ford & Stoke Prior. Civil parish hade 23 invånare år 1961. Byn nämndes i Domedagsboken (Domesday Book) år 1086, och kallades då Forne.